# Itamar Even-Zohar

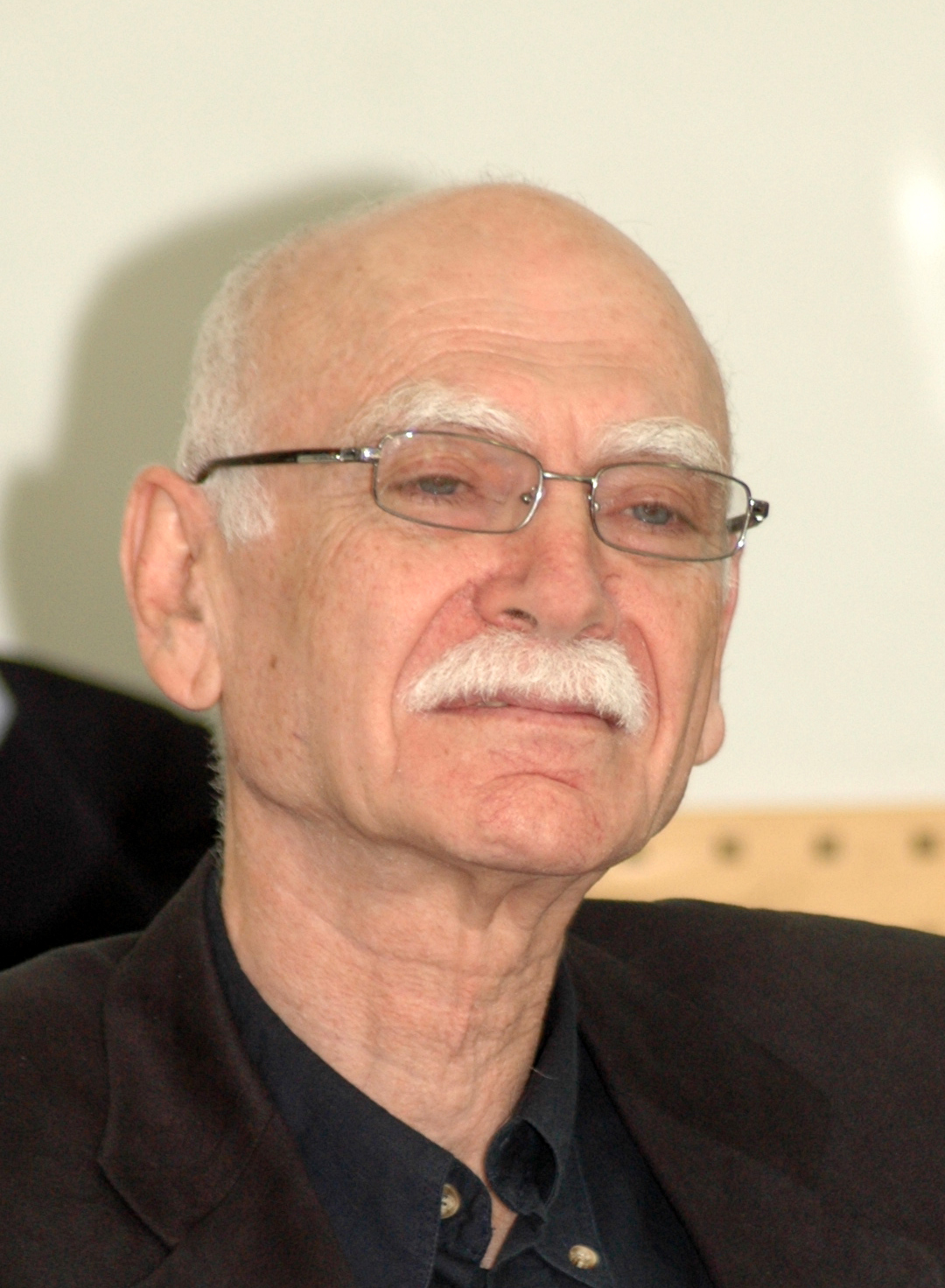

Itamar Even-Zohar (* 23. März 1939 in Tel Aviv) ist ein israelischer Kulturwissenschaftler und emeritierter Hochschulprofessor an der Universität Tel Aviv.

## Biografie
Itamar Even-Zohar wurde 1939 in Tel Aviv geboren. Von 1961 bis 1964 studierte er Philosophie und Hebräisch an der Universität Tel Aviv, wo er 1966 seinen B.A. summa cum laude bestand. 1966 begann er das Studium der Vergleichenden Literaturwissenschaft an der Hebräischen Universität Jerusalem und legte 1967 seinen M.A. ebenfalls mit Auszeichnung ab. In den darauffolgenden Jahren studierte Even-Zohar auch in Oslo, Kopenhagen und Stockholm. 1972 bekam er von der Universität Tel Aviv seinen Doktorgrad verliehen.
Seit 1966 arbeitete er als Dozent an verschiedenen Hochschulen und Forschungsinstituten in Belgien, Frankreich, Island, Israel, Kanada, den Niederlanden, Norwegen, Portugal, Spanien und den USA. Er wurde im April 2014 zum Ehrenmitglied der philosophisch-historischen Klasse der Österreichischen Akademie der Wissenschaften gewählt.

## Forschung
Itamar Even-Zohar ist bekannt für seine Forschungen zu den Interaktionen zwischen verschiedenen Kulturen und der Entstehung von Kulturen. Eine seiner bedeutendsten Leistungen ist die Entwicklung der Polysystemtheorie, mit deren Hilfe die Dynamik und Heterogenität von Kultur erfasst werden soll. Als Ausgangspunkt diente ihm dabei der Russische Formalismus der 20er Jahre.

## Publikationen
- Papers in Historical Poetics. Tel Aviv: Porter Institute. 1978.
- „Polysystem Studies.“ Poetics Today 11:1. Durham: Duke University Press. 1990.
- Papers in Culture Research. Tel Aviv: The Culture Research Laboratory. 2010.